# Faidella
L'antiga caseria de Faidella pertany al terme municipal d'Abella de la Conca, al Pallars Jussà.

L'antic poble de Faidella, respecte del terme d'Abella de la Conca

És a la vall de Bóixols, i té proper, cap a llevant, l'antic poble de la Rua. Just damunt i al nord-oest de Faidella hi ha el cim de la Serra de Carrànima, amb el santuari de la Mare de Déu de Carrànima.
Actualment el caseriu, compost per tres edificacions antigues, ha quedat reduït pràcticament a una única masia. però en temps llunyans degué ser un lloc estratègic en les comunicacions de la comarca. Dona nom a un coll, proper al caseriu, i a un raval de la vila de Figuerola d'Orcau.
Tenia església pròpia, que depenia de la de la Rua, dedicada a la Santíssima Trinitat. Formaven part d'aquesta sufragània Ca l'Arte i lo Serrat.
A llevant de la caseria de Faidella es troba el paratge de Ca l'Arte, dominat a ponent per la Sadella de Ca l'Arte, on hi ha les restes del Castell de Faidella i d'altres edificacions, entre les quals Ca l'Arte, l'antiga masia que dona nom al paratge.
És a prop i al nord del Coll de Faidella, lleugerament aturonada a ponent de la carretera L-511. S'hi comunica a través del Camí de Faidella.

## La partida rural de Faidella
Al voltant de la caseria de Faidella s'estén la partida rural del mateix nom, que consta de 77,2309 hectàrees amb predomini de pinedes i de zones de matolls, bosquina i algunes pastures. Està formada per les parcel·les 230, 415 i 416 del polígon 2 d'Abella de la Conca, i els seus límits són: al nord, la partida de Carrànima, a ponent, la de la Solana de Fonguera i a migdia, la del Clot de Faidella.

## Etimologia
Segons Joan Coromines, Faidella és probablement un diminutiu de Fadeja, paraula formada per metàtesi sil·làbica a partir de Fageda (bosc de faigs).